# Klára Lenz
Klára Mária Hermina Lenz (Budapest, 30 de junio de 1924 - Madrid, 16 de febrero de 2013) fue artista húngaro-venezolana de gobelinos, que emigró a Venezuela tras la Segunda Guerra Mundial.

## Biografía

### Vida de Klára

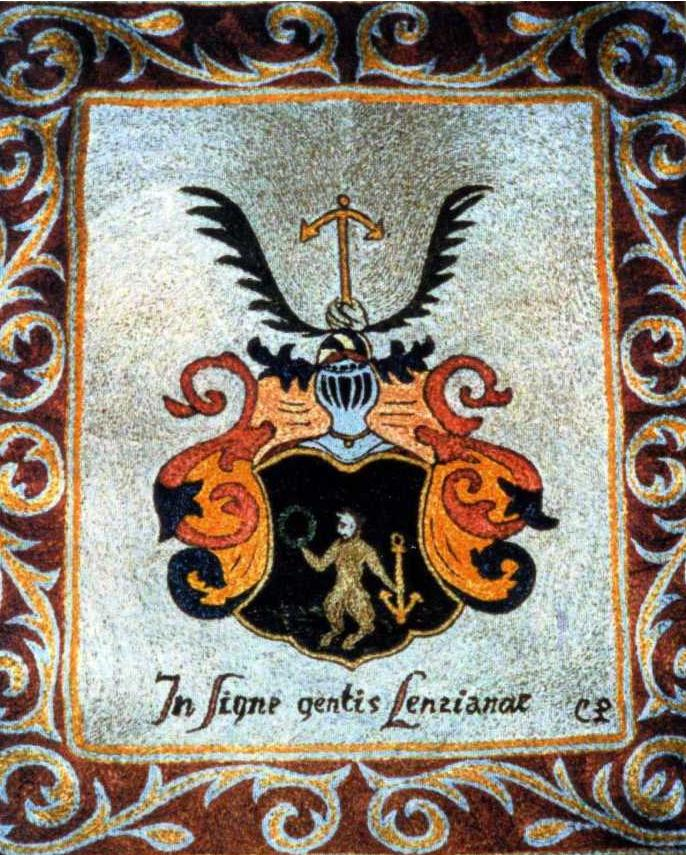
Escudo de armas de la familia Lenz (bordado por la propia Klára)

Klára (Clara) Lenz nació el 30 de junio de 1924 en Budapest en la residencia familiar del número 22 de la calle Városmajor en el distrito XII, en el seno de una familia húngara católica pudiente que se dedicaba al comercio. Su padre era don José Lenz (1897–1965), consejero comercial, terrateniente, capitán husár de reserva del reino, propietario de 8 palacios urbanos en Budapest, y su madre doña Klára Topits (1901–1993). Su abuelo materno era Alajos József Topits (1855–1924), dueño de la primera fábrica de pasta de la monarquía austrohúngara fundada en Pest en 1859, caballero de la Orden imperial de Francisco José. Los abuelos paternos de Klára Lenz eran Gyula Lenz (1848–1911), comerciante de frutas de Budapest, y Anna Maria Etelka Gömöry (1874–1946). Del matrimonio de José Lenz y Klára Topits nacieron tres hijos varones y una niña (Klára). Ella terminó sus estudios en Budapest y en Suiza, siendo tomada como esposa a temprana edad por el militar de alto rango de origen noble Andrés Farkas de Boldogfa (1908-1994), mayor del Estado Mayor del ejército real húngaro, con quien tuvo dos hijos. Los padres de don Andrés Farkas de Boldogfa eran el jurista dr. István II Farkas de Boldogfa (1875-1921), quien ocupó el cargo de juez administrador (en húngaro: főszolgabíró) del distrito de Sümeg entre 1912 y 1919 en el Condado de Zala, y la noble Erzsébet Julianna Persay de Perse (1885-1913). Tras el matrimonio en 1942 de Andrés y Clara la pareja recibió de parte de José Lenz como obsequio de bodas un latifundio de 1000 hectáreas ubicado cerca del pueblo de Tiszadob.  
Luego de terminada la Segunda Guerra Mundial, Hungría fue invadida por los ejércitos soviéticos que luchaban contra las tropas nazis que tras un golpe de Estado se habían hecho con el control del país. De esta manera, la situación se tornó crítica e incierta, tras lo cual José Lenz, un consejero comercial del régimen de Nicolás Horthy, optó por marcharse junto a su familia a Suiza. Luego de pasar cerca de dos años en Zúrich, la familia Lenz siguió su camino hacia Venezuela junto con el esposo de Klára, don Andrés Farkas. Ahí fundaron la compañía "Comercial Helvetia C.A.", que dirigida por José Lenz existió hasta 1951 comerciando con joyas y relojes entre Caracas y Bogotá. Eventualmente la familia Lenz separándose de Endre Farkas se marchó a Colombia donde continuó comerciando hasta el fallecimiento de José Lenz en 1965.
Klára hasta el momento ya naturalizada como venezolana (nunca tomó la ciudadanía colombiana) había comenzado su carrera trabajando en atención al cliente para Avianca y diversos hoteles. Igualmente trabajó por varias décadas en el aeropuerto internacional de Bogotá. Klára difícilmente pudo acostumbrarse a su nueva vida y a aceptar la pérdida del nivel social y económico que disfrutó en Hungría. Sin embargo nunca se vieron mermados sus sentimientos de amor por su hogar y la cultura propia húngara.
Hasta el final de su vida elaboró cerca de 100 gobelinos encerrada en su hogar en Bogotá, aislada del mundo, irónico hecho considerando que fue una dama de refinados modales, profundos conocimientos culturales que hablaba fluidamente en seis idiomas (húngaro, alemán, español, inglés, francés e italiano) y que visitó 83 países.
En 1975 Klára recibió en Bogotá junto a su madre Klára Topits y sus hermanos al cardenal húngaro József Mindszenty, quien sufrió torturas y prisión durante el régimen soviético en Hungría. El cardenal representaba una esperanza para los húngaros en exílio y tenía como misión de vida transmitir un sentimiento de unidad a todos los húngaros fuera de las fronteras de su patria. Previo a su visita a Colombia el cardenal Mindszenty había visitado a la comunidad húngara en Venezuela, siendo recibido por el clero venezolano en pleno junto al Cardenal Quintero. Antes de partir de Venezuela el Cardenal Mindszenty presentó sus respetos al presidente Carlos Andrés Pérez y le agradeció la hospitalidad que brindó el pueblo venezolano a los refugiados húngaros. 
En 1994 Ferenc Matits, historiador de arte, publicó en Budapest un libro sobre Klára que ilustraba sus obras más famosas las cuales fueron donadas a un museo de Münich, Alemania y a la Casa Cultural (Művelődési ház) de Nyékládháza, Hungría. En este asentamiento al este de Hungría era donde el padre de Klára tenía extensos cultivos de árboles frutales y una residencia, cerca a su mansión de veraneo ubicada en Debrecen. José Lenz financió enteramente la construcción en estilo neogótico de la iglesia católica en Nyékládháza, donde fue enterrado su hijo fallecido en 1942 durante la Segunda Guerra Mundial. José Lenz era terrateniente en ese mismo pueblo y por su donación de la iglesia católica en 1943 recibió la Medalla Pro Ecclesia et Pontifice concedida por el Papa Pío XII. 
Esperando su muerte, Klára ordenó la construcción de su propio mausoleo en la hacienda familiar conocida como "Nueva Debrecen" en Colombia, en el departamento de Boyacá. Pudiendo hacer esto ya que su padre José Lenz había recibido permiso papal para tener un cementerio familiar en su propiedad. Igualmente, Klára mantuvo su ataúd en el sótano de su casa en Bogotá por varios años. Luego su salud empeoró, perdió parcialmente su visión y no siempre reconocía a sus allegados. Su familia vendió su casa y fue trasladada a Madrid, donde vivió en casa de su hija desde el 2007 hasta su muerte el 16 de febrero de 2013.

### Personalidad
Es digno de mencionar que los dioses y culturas indígenas colombianos, peruanos y mexicanos atraparon la fantasía de Klára, reproduciéndolos en muchas de sus obras, así como también a animales de caza, animales mitológicos e incontables aves. China, Japón y la India, junto con sus ricas culturas fueron también fuentes de inspiración para Klára Lenz, quién sentía gran pasión y respeto por ellas. La dama de fino gusto, combinaba elegantes motivos europeos, motivos tradicionales húngaros florales y rasgos indígenas locales, que no solo se reflejaban en sus obras sino en la decoración de su casa bogotana, donde era común ver costosos espejos de ancho marco de madera curbiertos con una capa de oro junto vajillas de motivos indígenas colombianos.
Doña Klára siempré cuidó en exceso de su figura, realizando dietas extremas, lo que se contraponía por su pasión por los helados, cuya preparación casera era una arraigada tradición familiar desde su infancia en Hungría. Se entregó al arte y a la producción de sus gobelinos, en muchos casos descuidando a su familia, y a sus propios hijos quienes posteriormente se mudaron a Venezuela a casa de su padre. Klára contaba con un fuerte carácter, que a veces según algunas personas resultaba intimidante. Cuando la dama húngara-colombiana aparecía en un recinto "inmediatamente atrapaba las miradas de todos por su lujo y elegancia, por su muy alta y esbelta figura", siendo altamente respetada en la pequeña comunidad de inmigrantes de la ciudad. Igualmente siempre fue conocida por su convicción religiosa, heredada de sus padres, sabiéndose que rezaba diariamente.
Klára tenía como hobby coleccionar "sapitos" de todos los materiales y formas.